# Sầm Tử Kiệt
Sầm Tử Kiệt (tiếng Trung: 岑子杰; Việt bính: sam4 zi2 git6; tiếng Anh: Jimmy Sham Tsz-kit; sinh ngày 29 tháng 6 năm 1987) là một nhà hoạt động chính trị và quyền LGBT ở Hồng Kông.  Ông là người triệu tập tổ chức ủng hộ dân chủ Mặt trận Nhân quyền Dân sự (CHRF) và là thư ký cho tổ chức quyền LGBT Rainbow of Hong Kong. Ông là thành viên lâu năm của Liên đoàn các đảng viên Dân chủ Xã hội. Năm 2019, ông được bầu vào Hội đồng Quận Sa Điền bởi các cư dân của khu vực bầu cử Lek Yuen.

## Tiểu sử
Sầm lớn lên trong một gia đình đơn thân và hoàn thành bậc trung học năm 2006. Ông làm trợ lý lập pháp trong một thời gian sau khi tốt nghiệp trung học. Sau đó, ông tham gia Rainbow Action, một tổ chức thành viên của Mặt trận Nhân quyền Dân sự ủng hộ quyền của LGBT. Ông bắt đầu hỗ trợ công việc của CHRF vào năm 2008, tổ chức các sự kiện và quản lý các vấn đề liên quan đến nhân quyền và cảnh sát. Ông đã chiếm đóng Connaught Road Central cùng với những người biểu tình khác sau cuộc tuần hành 1 July march năm 2011, sau đó ông bị bắt vì tụ tập bất hợp pháp. Ông đã tham gia các cuộc biểu tình ở Hồng Kông 2014 và trở thành người triệu tập CHRF vào năm 2015, trong một năm.
Sau khi Sầm rời khỏi vị trí người triệu tập, ông theo học tại trường Cao đẳng Cộng đồng Hồng Kông, tốt nghiệp vào tháng 10 năm 2018 với bằng tốt nghiệp cao hơn về công tác xã hội. Ông ngay lập tức tham gia lại CHRF, một lần nữa với tư cách là người triệu tập. Điều này xảy ra vào một thời điểm khó khăn cho tổ chức, vì nó chỉ có  300,000HK$ tài trợ với chi phí hàng tháng là 20.000 đô la Hồng Kông. Ông là thành viên lâu năm của Liên đoàn các đảng viên Dân chủ Xã hội và tham gia ủy ban điều hành của nó vào năm 2018. Lần đầu tiên ông tham gia đảng vì đây là người đầu tiên ở Hồng Kông đưa các vấn đề LGBT vào nền tảng của nó.

### Tính dục
Sầm công khai là người đồng tính;  ông kết hôn với chồng, một tiếp viên hàng không, ở New York vào năm 2014. Ông là một nhà vận động tích cực cho quyền LGBT ở Hồng Kông. Với tư cách là thư ký, ông quản lý các hoạt động hàng ngày của Rainbow of Hong Kong, giúp tổ chức các cuộc biểu tình LGBT hàng năm và tổ chức một chương trình LGBT trên Đài phát thanh công dân. Sham cũng là người phát ngôn cho Cuộc Diễu hành Tự hào Hồng Kông 2018, thu hút 12.000 người, cao kỷ lục.